# Großohrige Riesenbulldoggfledermaus
Die Großohrige Riesenbulldoggfledermaus (Otomops martiensseni) ist eine Fledermausart aus der Familie der Bulldoggfledermäuse, welche in Afrika beheimatet ist. Sie ist eine der drei in Afrika vorkommenden Arten der Gattung Otomops und eine von zweien, die auf dem afrikanischen Festland beheimatet sind. Die Madagaskar-Riesenbulldoggfledermaus (Otomops madagascariensis) wurde bis 1995 als Unterart angesehen, gilt heute jedoch als eigene Art.
Die Art wurde nach „Herr[n] Martienssen vom Königlichen Museum für Naturkunde“ benannt, der den Holotypus fand, nach dem Paul Matschie die Art beschrieb.

## Beschreibung

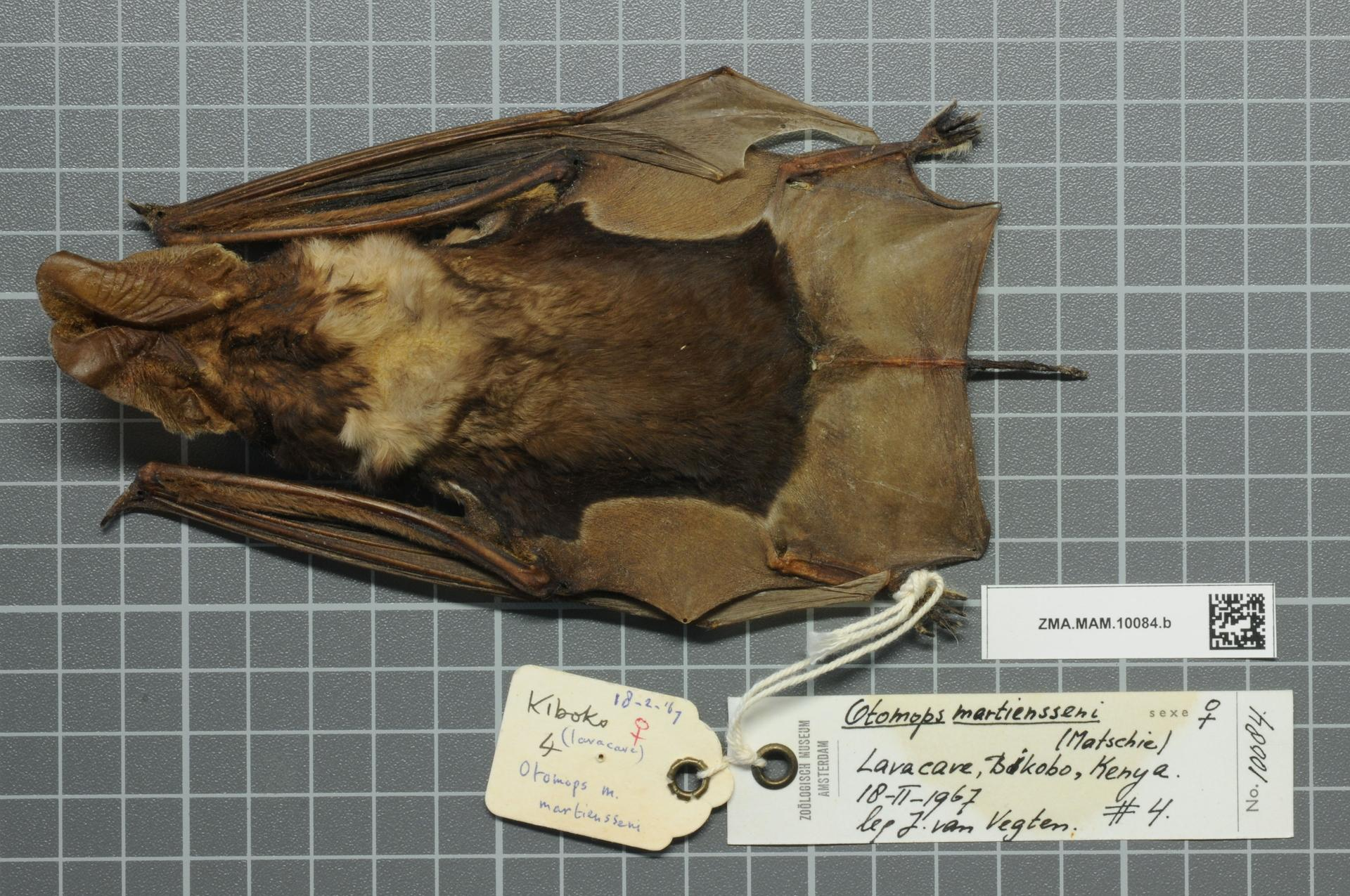
Präparat im Naturalis Biodiversity Center

Die Großohrige Riesenbulldoggfledermaus ist mit einer Unterarmlänge von 62–73 mm und einem Gewicht von 22,2–33,4 g die größte Vertreterin der Gattung Otomops. Die Ohren sind sehr groß, etwa 40 mm lang und über der Schnauze auf einer länglichen, höckerartigen Vorwölbung miteinander verbunden. Der erste und zweite Vormahlzahn ist durch eine Lücke voneinander getrennt, was diese Art von Otomops-Arten aus dem asiatischen Raum unterscheidet.
Im Vergleich zu anderen Arten der Gattung Otomops erscheint die Großohrige Riesenbulldoggfledermaus schlanker. Der Schwanz ragt aus der Schwanzflughaut um 33–42 mm hinaus. Die Ohrmuschel ist wulstartig gefurcht. Tragus und Antitragus fehlen; deren Funktion wird aber gänzlich durch einen Hautlappen ersetzt. Die Oberlippe weist viele kleine Falten auf und formt seitlich fleischige Taschen. Sowohl die Männchen wie auch die Weibchen besitzen eine Hauttasche an der Kehle, in der sich Duftdrüsen befinden. Die Tasche ist jedoch bei Männchen stärker ausgebildet als bei den Weibchen.
Das Fell ist kurz und seidig, am Rücken meist dunkelbraun mit einem hellen, oft weißlichen Kragen über den Schultern. Der Bauch ist ähnlich gefärbt wie der Rücken, kann bei manchen Individuen jedoch auch heller erscheinen. Ein helles Band führt rückenseitig entlang des Körpers von der Schulter bis zum Knie.

## Lebensweise
Die Großohrige Riesenbulldoggfledermaus ist wie die meisten Fledermäuse nachtaktiv und ernährt sich von Insekten. Im Flug produziert die Art Echoortungsrufe im Bereich von 10–17 kHz, die somit für den Menschen hörbar sind. Otomops martiensseni kommt in einer Vielzahl von Lebensräumen vor und kann in trockenen Gebieten auch weite Wanderflüge unternehmen, um in der Trockenzeit genügend Nahrung zu finden. Die Art besitzt relativ schmale Flügel und ist damit ein schneller Flieger. Um vor dem Eintritt in die Schlafhöhle schnell an Höhe zu verlieren, nutzen die Tiere ein Flugmanöver, das bei Piloten als „fishtailing“ bekannt ist. Dabei wird ein Flügel nach vorne und unten ausgerichtet, während der andere Flügel nach oben und hinten gewandt ist, was zum Trudeln führt.
Den Tag verbringen die Tiere meist in Höhlen, in denen sie in Gruppen bis zu mehreren hundert Individuen im engen Körperkontakt zueinander stehen. Die Art bevorzugt die dunklen Ecken der Höhlen, die einen relativ geringen Luftaustausch aufweisen. In Kenia ist die Art aus zwei Lavahöhlen bekannt, wo sie entweder zusammen mit Hufeisennasen und der Rundblattnase Triaenops persicus oder als einzige Fledermausart vorkam. Der von den Tieren produzierte Fledermausguano wurde (und wird zum Teil immer noch) kommerziell abgebaut und an Tee- und Kaffeeplantagen verkauft. Die damit verbundene direkte Störung und Einfluss aufs Mikroklima führte dazu, dass die Tiere zumindest in einer der beiden Lavahöhlen (am Schildvulkan Suswa) gänzlich verschwunden sind. Andere Kolonien sind durch Tourismus und das Blockieren von Eingängen gefährdet. Einzig rund um die Südafrikanische Stadt Durban ist die Art häufig und auch in Gebäuden zu finden.
Obwohl Weibchen der Großohrigen Riesenbulldoggfledermaus wie andere Säugetiere zwei Eierstöcke aufweisen, scheint der linke konstant atrophisch und damit nicht funktional zu sein. Untersuchungen zeigen, dass sich Föten bei allen untersuchten trächtigen Weibchen im rechten Horn der Gebärmutter befinden. Die Tragezeit dauert etwa drei Monate, nach denen die Weibchen meist im Dezember jeweils ein einzelnes Jungtier gebären. Im Gegensatz zu vielen anderen Fledermausarten hängt das Jungtier nach der Geburt nicht an der Mutter, sondern verbleibt in der Kinderstube zusammen mit den Jungen anderer Weibchen.

## Verbreitung und Lebensraum
Die Großohrige Riesenbulldoggfledermaus kommt südlich der Sahara von der Ostküste Afrikas bis im Westen zur Elfenbeinküste und im Süden nach Simbabwe vor. Sie fehlt in der Republik Kongo, in Gabun und in Äquatorialguinea. In Südafrika ist sie einzig nahe der Stadt Durban nachgewiesen. Ein Einzelnachweis existiert zudem für den Jemen. Sie wird von der IUCN als potentiell gefährdet („near threatened“) eingestuft.